# Sherlock Holmes: A Game of Shadows
Sherlock Holmes: A Game of Shadows (Sherlock Holmes: Jogo de Sombras (título em Portugal) ou Sherlock Holmes: O Jogo de Sombras (título no Brasil)), também conhecido como Sherlock Holmes 2, é um filme estadunidense e britânico de 2011. O filme é dirigido por Guy Ritchie e foi lançado em 16 de dezembro de 2011, nos Estados Unidos, em 29 de dezembro de 2011, em Portugal e em 13 de janeiro de 2012 no Brasil.
Recebeu críticas mistas, com 60% de comentários positivos no site Rotten Tomatoes, mas se tornou um grande sucesso de bilheteria, arrecadando mais de US$ 543 milhões de dólares, superando o 1º filme em bilheteria.
A história é extraída de diversos livros tendo como protagonista Sherlock Holmes, especialmente o conto O Problema Final, de Arthur Conan Doyle,incluindo o desfecho nas Cataratas de Reichenbach.

## Sinopse
Em 1891, Sherlock Holmes, o maior detetive do mundo, continua na pista do criminoso internacional Professor Moriarty e usando um disfarce vai até um leilão seguindo Irene Adler, aliada do criminoso. Logo a seguir o Dr Hoffmanstahl é assassinado e Holmes, Dr. Watson e Mycroft Holmes vão até Paris e chegam a cigana romena Simzá. Descobrem que Moriarty planeja iniciar uma primeira guerra mundial através de um assassinato político e que manobrou para assumir o controle da alta tecnologia de armas de guerra e de um grande arsenal e farão de tudo para impedi-lo. 

## Elenco
- Robert Downey Jr. como Sherlock Holmes[2]
- Jude Law como Dr. Watson[2]
- Jared Harris como Professor James Moriarty[6][7]
- Noomi Rapace como Madame Simza
- Stephen Fry como Mycroft Holmes
- Kelly Reilly como Mary Morstan
- Rachel McAdams como Irene Adler
- Eddie Marsan como Inspetor Lestrade
- Geraldine James como Sra. Hudson

## Trilha sonora
A trilha sonora do filme foi composta e produzida por Hans Zimmer. Seu lançamento ocorreu em 13 de dezembro de 2011. As faixas incluem trabalhos de Johann Strauss II, Wolfgang Amadeus Mozart, Ennio Morricone e Franz Schubert.

## ligações externas
- «Sítio oficial»
- «Sítio oficial» (em inglês)
- Sherlock Holmes: A Game of Shadows. no IMDb.
- Sherlock Holmes: A Game of Shadows no AllMovie (em inglês)
- Sherlock Holmes: Jogo de Sombras[ligação inativa] no pt.IEDb.net
- Sherlock Holmes - O Jogo de Sombras no AdoroCinema